# Erika (Schiff)
Die Erika war ein Öltanker, der im Auftrag des französischen Konzerns TotalFinaElf fuhr und 1999 an der Küste der Bretagne eine Ölpest verursachte.

## Geschichte
Die Erika wurde 1975 von der Werft Kasado im japanischen Kudamatsu gebaut; der erste Name des Schiffes war Shinsei Maru. Am 12. Dezember 1999 war das in Malta registrierte Schiff des italienischen Eigentümers Giuseppe Savarese von Dünkirchen aus unterwegs nach Livorno. Bei Windstärke zehn und bis zu 14 Meter hohen Wellen in der Biskaya bekam das Schiff 15° Schlagseite. Der indische Kapitän entschied das Schiff in den Wind zu drehen, um die Belastung durch den Sturm abzumildern, aber es war schon zu spät. Eine Besichtigung des Rumpfes offenbarte Risse im Decksbereich. Durch Umpumpen von Balastwasser gelang es das Schiff wieder aufzurichten, was aber nur von kurzer Dauer war. Das Ballastwasser in den Ballasttanks stellte sich als mit Öl verunreinigt heraus, was bedeutete, dass es zu den benachbarten Öltanks ebenfalls Risse geben musste. Der Kapitän ließ einen Notruf absetzen und nahm Kurs auf die französische Küste. Hier wollte er mit langsamer Fahrt (7 kn) einen Hafen erreichen, jedoch verweigerten die Häfen dem angeschlagenen Schiff auf Grund der Gefahr einer Umweltkatastrophe die Einfahrt. So weit sollte es aber gar nicht kommen, denn das Schiff zerbrach vorher auf See in zwei Teile, sank vor der bretonischen Küste südwestlich der Hafenstadt Lorient und verlor dabei rund 17.000 Tonnen seiner Tankladung von 30.800 Tonnen Öl. Zuvor hatten sich im Rumpf des 10 Prozent überladenen Tankers, der nur maximal 28.000 Tonnen Öl hätte laden dürfen, bis zu drei Meter lange und 15 Zentimeter breite Risse gebildet. Der Kapitän verließ als letzter das Schiff, er und die gesamte Besatzung wurden mit Hubschraubern gerettet.
Der verursachte Schaden wurde auf 500 Millionen Euro geschätzt; die ökologischen Schäden bei Menschen und Tieren als Folge der Ölpest waren dabei nicht mit einbezogen. Es wurden zwischen 150.000 und 300.000 Seevögel getötet, darunter viele Trottellummen.
Im Laufe des Prozesses, der im Februar 2007 begann, wurde bekannt, dass der italienische Eigentümer der Erika von mangelhaft ausgeführten Reparaturarbeiten wusste. Die Besichtiger der italienischen Klassifikationsgesellschaft RINA bescheinigten dem Schiff wider besseres Wissen Seetüchtigkeit. Das Tribunal Correctionnel von Paris verurteilte am 16. Januar 2008 das Unternehmen TotalFinaElf, den Eigentümer und die RINA zu Strafen und Schadensersatz in Höhe von insgesamt rund 200 Millionen Euro. Die Berufung wurde am 30. März 2010 abgewiesen; das Urteil damit bestätigt. Der Kassationshof lehnte die Berufung im September 2012 letztinstanzlich ab. Total gab einen Tag später bekannt, auf die Ölausbeutung in der ökologisch empfindlichen Arktis zu verzichten. Total empfahl auch anderen Ölkonzernen, diesem Beispiel zu folgen.

## Wirkung
Die Europäische Kommission erarbeitete unter dem Eindruck großer Umweltschäden durch weitere Schiffsunglücke eine Reihe von Massnahmenpaketen zur Sicherheit in der Seefahrt. Diese wurden benannt mit ERIKA I (2001/2002 u. a. doppelwandige Tanker), ERIKA II (2002 European Maritime Safety Agency, Seeverkehrsüberwachung VTMIS und Fonds für Umweltschäden) und ERIKA III (2006 u. a. Notliegeplätze).